# Johan George II van Saksen
Johan George II van Saksen (Dresden, 31 mei 1613 - Freiberg, 22 augustus 1680, Duits: Johann Georg II von Sachsen) was van 1656 tot aan zijn dood keurvorst van Saksen. Hij behoorde tot de Albertijnse linie van het huis Wettin.

## Levensloop
Johan George II was de tweede zoon van keurvorst Johan George I van Saksen en diens tweede echtgenote Magdalena Sibylla, dochter van hertog Albrecht Frederik van Pruisen. In 1656 volgde hij zijn vader op als keurvorst van Saksen.
Zijn regeerperiode werd gekenmerkt door de economische heropbouw van Saksen na de Dertigjarige Oorlog. De economie groeide langzaam weer door de bijdrage van bestaande en nieuw ontwikkelde ambachten en manufacturen zoals de textielindustrie, steenkooldelving en glasindustrie. Lokale zilvermijnen konden de vrijwel lege staatskas van de keurvorst opvullen en de economie werd ook gestimuleerd door de handelsbeurs van Leipzig en de protestantse vluchtelingen uit Bohemen die zich in Saksen vestigden.
De hoofdinteresses van Johan George II lagen voornamelijk op cultureel gebied. Onder zijn regering werd Dresden het Europese centrum van kunst en muziek, vooral op het vlak van religieuze muziek. Hij deed de Staatskapelle van Dresden heropleven en trok heel wat Italiaanse kunstenaars aan zijn hof aan. In 1658 werd hij door hertog Willem van Saksen-Weimar opgenomen in het Vruchtdragende Gezelschap. Ook bouwde hij zijn residentie om in de barokstijl. 
De wederopbouw van het keurvorstendom Saksen en zijn kostbare hofhouding leidden in 1660 bijna tot het staatsbankroet. Hierdoor werd hij politiek afhankelijk van koning Lodewijk XIV van Frankrijk, die hem redelijk hoge subsidies betaalde. Hij probeerde de nadelen van deze alliantie te verlichten door in het geheim diplomatie te onderhouden met het huis Habsburg, Brandenburg en Beieren. In de buitenlandse politiek stelde hij zich hierdoor redelijk bescheiden op. Ook probeerde Christiaan het absolutisme door te voeren en een staand leger uit te bouwen dat vergelijkbaar was met dat van Bohemen en Pruisen, waarvoor hij echter volledig afhankelijk was van de Staten.
In 1680 stierf Johan George II op 67-jarige leeftijd. Hij liet een schuld van maar liefst 4 miljoen daalders na.

## Huwelijk en nakomelingen
Op 13 november 1638 huwde hij met Magdalena Sybilla (1612-1687), dochter van markgraaf Christiaan van Brandenburg-Bayreuth. Ze kregen drie kinderen:
- Sybilla Maria (1642-1643)
- Erdmuthe Sophia (1644-1670), huwde in 1662 met markgraaf Christiaan Ernst van Brandenburg-Bayreuth
- Johan George III (1647-1691), keurvorst van Saksen

## Voorouders
| Overgootouders                         | August van Saksen (1521–1586) ∞ Anna van Denemarken (1532-1585)                                  | August van Saksen (1521–1586) ∞ Anna van Denemarken (1532-1585)                                  | Johan Georg van Brandenburg (1525–1598) ∞ Sabina van Ansbach (1529–1575)                         | Johan Georg van Brandenburg (1525–1598) ∞ Sabina van Ansbach (1529–1575)                         | Albrecht van Pruisen (1490-1568) (1525–1598) ∞ Anna Maria van Brunswijk-Calenberg-Göttingen (1532-1568) | Albrecht van Pruisen (1490-1568) (1525–1598) ∞ Anna Maria van Brunswijk-Calenberg-Göttingen (1532-1568) | Willem V van Kleef (1516-1592) ∞ 1451 Maria van Oostenrijk (1531-1581)                           | Willem V van Kleef (1516-1592) ∞ 1451 Maria van Oostenrijk (1531-1581)                           |
| Grootouders                            | Keurvorst Christiaan I van Saksen (1560–1591) ∞ 1582 Sophia van Brandenburg (1568–1622)          | Keurvorst Christiaan I van Saksen (1560–1591) ∞ 1582 Sophia van Brandenburg (1568–1622)          | Keurvorst Christiaan I van Saksen (1560–1591) ∞ 1582 Sophia van Brandenburg (1568–1622)          | Keurvorst Christiaan I van Saksen (1560–1591) ∞ 1582 Sophia van Brandenburg (1568–1622)          | Hertog Albrecht Frederik van Pruisen (1553–1618) ∞ 1573 Maria Eleonora van Gulik (1550–1608)            | Hertog Albrecht Frederik van Pruisen (1553–1618) ∞ 1573 Maria Eleonora van Gulik (1550–1608)            | Hertog Albrecht Frederik van Pruisen (1553–1618) ∞ 1573 Maria Eleonora van Gulik (1550–1608)     | Hertog Albrecht Frederik van Pruisen (1553–1618) ∞ 1573 Maria Eleonora van Gulik (1550–1608)     |
| Ouders                                 | Keurvorst Johan George I van Saksen (1585–1656) ∞ 1607 Magdalena Sibylla van Pruisen (1586-1659) | Keurvorst Johan George I van Saksen (1585–1656) ∞ 1607 Magdalena Sibylla van Pruisen (1586-1659) | Keurvorst Johan George I van Saksen (1585–1656) ∞ 1607 Magdalena Sibylla van Pruisen (1586-1659) | Keurvorst Johan George I van Saksen (1585–1656) ∞ 1607 Magdalena Sibylla van Pruisen (1586-1659) | Keurvorst Johan George I van Saksen (1585–1656) ∞ 1607 Magdalena Sibylla van Pruisen (1586-1659)        | Keurvorst Johan George I van Saksen (1585–1656) ∞ 1607 Magdalena Sibylla van Pruisen (1586-1659)        | Keurvorst Johan George I van Saksen (1585–1656) ∞ 1607 Magdalena Sibylla van Pruisen (1586-1659) | Keurvorst Johan George I van Saksen (1585–1656) ∞ 1607 Magdalena Sibylla van Pruisen (1586-1659) |
| Johan George II van Saksen (1613–1680) |                                                                                                  |                                                                                                  |                                                                                                  |                                                                                                  | | |                                                                                                  |                                                                                                  |